# Behind This Convent
Pour plus de détails, voir Fiche technique et Distribution.
Behind This Convent est un documentaire de 2008 réalisé par le Rwandais Gilbert Ndahayo et produit au Rwanda. 
Le film a été présenté au 28e Festival du film africain de Vérone (it).   

## Synopsis
Le 10 avril 1994, dans une petite ville du Rwanda, des génocidaires font irruption dans un couvent. Ils mettent tout à sac et y ramènent les personnes qui s'étaient réfugiées sur la route. Ils choisissent ensuite 200 Tutsis et les exécutent dans une cour derrière le couvent. 
Le 13 novembre 2007, Gilbert Ndahayo reçoit une lettre du meurtrier présumé de son père, sous le jugement d'un tribunal « gacaca ».  
Au Rwanda — dit le réalisateur — un proverbe dit : « Si vous voulez vous remettre de la maladie, vous devez en parler au monde entier ». Pendant douze ans, j'ai vécu avec les restes de mes proches et deux cents morts sans paix dans ma cour.  

## Fiche technique
- Titre original : Behind This Convent
- Réalisation : Gilbert Ndahayo
- Scénario : Gilbert Ndahayo
- Photographie : Gilbert Ndahayo
- Montage : Gilbert Ndahayo
- Musique :
- Pays d'origine :  Rwanda
- Langue originale : kinyarwanda
- Format : couleur
- Genre : dramatique
- Durée : 66 minutes
- Dates de sortie :
  - États-Unis : 5 mars 2008 (USC Shoah Foundation)
  - Italie : 19 novembre 2008 (Festival du film africain de Vérone (it))
  - Canada : 23 avril 2009 (Montréal, Festival Vues d'Afrique)